# Protosticta maurenbrecheri
Protosticta maurenbrecheri – gatunek ważki z rodziny Platystictidae.